# Territori de Minnesota

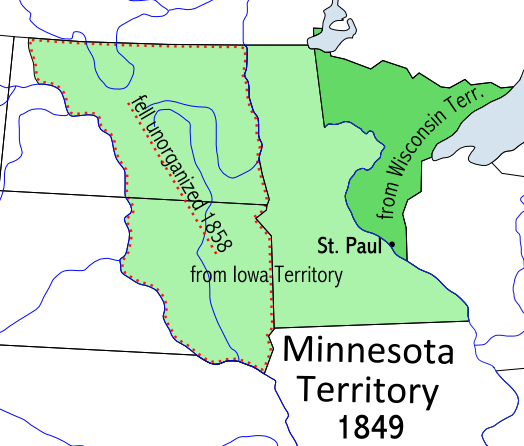
El Territori de Minnesota i, superposats, els actuals estats de Minnesota (dreta), i Dakota del Nord i del Sud (esquerra).

El Territori de Minnesota va ser un territori organitzat incorporat als Estats Units que va existir del 3 de març de 1849 a l'11 de maig de 1858, quan la part oriental del territori va ser admesa a la Unió com l'Estat de Minnesota.
Els límits del Territori de Minnesota, extrets del Territori d'Iowa, incloïen l'actual regió de Minnesota i la major part del que després es va convertir en el Territori de Dakota. També incloïa parts del Territori de Wisconsin que no van passar a ser part de Wisconsin. En el moment de la seva formació el territori tenia tres ciutats: Saint Paul, Saint Anthony (avui dia part de Minneapolis) i Stillwater, entre les quals es van dividir les principals institucions territorials: Saint Paul es va convertir en la capital, Saint Anthony en la seu de la Universitat de Minnesota, i Stillwater en la ubicació de la presó territorial de Minnesota.